# Épineu-le-Chevreuil
Épineu-le-Chevreuil is een gemeente in het Franse departement Sarthe (regio Pays de la Loire) en telt 235 inwoners (1999). De plaats maakt deel uit van het arrondissement La Flèche.

## Geografie
De oppervlakte van Épineu-le-Chevreuil bedraagt 15,1 km², de bevolkingsdichtheid is 15,6 inwoners per km².
De onderstaande kaart toont de ligging van Épineu-le-Chevreuil met de belangrijkste infrastructuur en aangrenzende gemeenten.

## Demografie
Onderstaande figuur toont het verloop van het inwonertal (bron: INSEE-tellingen).
1. ↑  Populations de référence 2022.